# Peru-Zwergbeutelratte
Die Peru-Zwergbeutelratte (Gracilinanus peruanus) ist eine Beutelrattenart, die im südöstlichen Peru, im nördlichen Bolivien und in Brasilien in Rondônia und im nordwestlichen Mato Grosso vorkommt.

## Beschreibung
Weibchen erreichen eine Kopf-Rumpf-Länge von 8 bis 11,2 cm, haben einen 10 bis 15 cm langen Schwanz und erreichen ein Gewicht von 12 bis 41 g. Männchen sind mit einer Kopf-Rumpf-Länge von 8,5 bis 12 cm, einer Schwanzlänge von 12,2 bis 15,8 cm und einem Gewicht von 20 bis 34 g in den meisten Fällen größer. Der Hinterfuß hat eine Länge von 15 bis 25 mm, die Ohren sind 11 bis 25 mm lang. Die Peru-Zwergbeutelratte ist damit eine der kleineren Gracilinanus-Arten. Das Rückenfell ist rotbraun, der Bauch und die Innenseiten der Vorder- und Hinterbeine sind grau. Die für die meisten Beutelratten typischen dunklen Augenringe sind nur wenig entwickelt. Die Wangen sind cremefarben, die Region zwischen Augen und Ohren rötlich. Die Ohren sind an der Basis cremefarben oder cremefarben bis orange und an der Spitze hellbraun gefärbt. Die Vibrissen sind völlig schwarz oder schwarz mit einer weißen Spitze. Der Schwanz, der länger ist als die Kopf-Rumpf-Länge, ist nur auf den ersten 5 mm behaart, der Rest ist beschuppt. Die Schuppen sind in regelmäßigen Ringen angeordnet.
Die Peru-Zwergbeutelratte unterscheidet sich von anderen Gracilinanus-Arten vor allem durch seine matte, rotbraune Rückenfärbung, während die anderen Arten rötlich, bräunlich oder in Grautönen gefärbt sind.

## Lebensraum
Die Peru-Zwergbeutelratte kommt sowohl in Trockenwäldern als auch in feuchten Regenwäldern vor und dehnt sein Verbreitungsgebiet über Galeriewälder bis in die Savannen des brasilianischen Cerrados aus.